# أوسكار بونفيليو
أوسكار بونفيليو مارتينيز (بالإسبانية: Oscar Bonfiglio Martinez)‏ (5 أكتوبر 1905 – 14 يناير 1987) لاعب كرة قدم مكسيكي راحل كان يجيد اللعب في مركز حارس مرمى وشارك مع منتخب بلاده في بطولة كأس العالم لكرة القدم 1930 . دخل أبواب التاريخ بكونه أول حارس مرمى يتم تسجيل هدف عليه في البطولة عن طريق المهاجم الفرنسي لوشين لورين . خلال مباراتين تلقت شباكه عشرة أهداف وهو العدد الأعلى في البطولة . كان وقتها يلعب في نادي ديبورتيفو مارتي . أوسكار هو والد الممثل أوسكار موريلي .

## روابط خارجية
- أوسكار بونفيليو على موقع الاتحاد الدولي (مؤرشف)  (الإنجليزية)
- أوسكار بونفيليو على موقع قاعدة بيانات كرة القدم.إي يو (الإنجليزية)
- أوسكار بونفيليو على موقع ناشيونال فوتبول تيمز (الإنجليزية)
- أوسكار بونفيليو على موقع Soccerway.com (الإنجليزية)
- أوسكار بونفيليو على موقع عالم كرة القدم.نت (الإنجليزية)
- أوسكار بونفيليو على موقع أوليمبيديا (الإنجليزية)